# Кучек (Пермский край)
Кучек — упразднённый в 2005 году посёлок в Пермском крае России. Входил в состав городского округа город Кизел. Ныне — урочище.

## География
Находился при впадении Чащенки в Кедровку, а той в Широковское водохранилище.

## История
Относился к сельским населённым пунктам, подчинённым администрации пгт Южный Коспашский, находящегося в подчинении администрации г. Кизел.
Упразднён 4 июля 2005 года согласно Закону Пермской области № 2320—514 «Об административно-территориальных изменениях в Пермской области».

## Население
Согласно результатам переписи 2002 года, постоянного населения не зафиксировано.

## Транспорт
Расстояние до ближайшей железнодорожной станции Кизел примерно 25 км.